# Universitatea din Anvers
Universitatea din Anvers (în neerlandeză Universiteit Antwerpen) este una dintre universitățile belgiene majore, care este situată în orașul Anvers. Numele său este abreviat actualmente UAntwerp, iar abrevierea UA nu mai este folosită.
În anul 2014, Universitatea din Anvers se afla pe locul 170 la nivel global, conform Times Higher Education, pe locul 205 conform QS World University Rankings și pe un loc situat între 201 și 300 potrivit Academic Ranking of World Universities.

## Istoric

### Origini
La originea universității se află Sint-Ignatie Handelshogeschool (Școala Saint-Ignatie de Înalte Studii Comerciale) fondată de iezuiți (Societatea lui Isus) la Anvers în anul 1852. Aceasta a fost una dintre primele școli europene de afaceri care oferea educație formală de grad universitar. Ea a deschis mai târziu o Facultate de Litere și Filosofie (inclusiv Drept) și o Facultate de Științe Politice și Sociale. A fost redenumită Universitaire Faculteiten Sint-Ignatie Antwerpen (UFSIA)
în anii 1960, când guvernul belgian i-a acordat statutul de universitate. La începutul anilor 1970 UFSIA a format o confederație cu „Rijksuniversitair Antwerpen Centrum” (RUCA) și „Universitaire Instelling Antwerpen” (UIA), instituții publice.

### Fuziune
În 2003 UFSIA, RUCA, și UIA au fuzionat în cadrul Universității din Anvers, formând prima universitate pluralistă din Belgia deschisă către dialogul intercultural și religios. Curând, a devenit a treia cea mai mare universitate din Flandra cu 20.000 de studenți. În scopul de a face față provocărilor generate de internaționalizarea educației și cercetării europene, Universitatea face parte din Antwerp University Association (AUHA). Influența catolică pe care iezuiții au avut-o în cadrul UFSIA se manifestă în prezent prin Centrul Universitar Sfântul Ignatie (UCSIA) din Anvers, înființată în anul 2003.

## Facultăți
Universitatea din Anvers are 33 de programe universitare de licență, 69 de programe de masterat, 18 programe post-masterat și 23 de programe postuniversitare. În plus, există 31 de programe academice predate complet în limba engleză (13 de master, 14 de post-master și 4 postuniversitare). Toate aceste programe sunt împărțite în 9 facultăți.
- Economie Aplicată
- Inginerie Aplicate
- Arte
- Design
- Drept
- Medicină
- Farmacie, Medicină Veterinară și Biomedicină
- Științe Sociale
- Științe

## Absolvenți notabili

### Economie
- Robert A. Burgelman (1961–), profesor de management la Universitatea Stanford
- Marcia De Wachter (1953–), director al Băncii Naționale a Belgiei
- Patrick Janssens (1956–), politician (deputat flamand, fostul primar al orașului Anvers)
- Mimi Lamote (1964–)
- Philippe Muyters (1961–), politician (ministrul flamand)

### Istorie
- Bart De Wever (1970-), politician (reprezentant, lider al partidului Noua Alianță Flamandă și primar al orașului Anvers)
- Marie-Rose Morel, politician
- Linda De Win, jurnalist politic

### Drept
- Gerolf Annemans (1958–), politician (parlamentar, lider al partidului Vlaams Belang)
- Cathy Berx (1969–), jurist și politician (guvernator al provinciei Antwerp)
- Ludwig Caluwé (1961–), politician
- Jan Grauls (1948–), diplomat (ambasador)
- Bernard Hubeau, fost ombudsman al Parlamentului Flamand
- Peter Meeus (1962–), om de afaceri
- Mieke Offeciers-Van De Wiele (1952–), politician (fost ministru)
- Kris Peeters (1962–), om politic (ministru-președinte al Flandrei)
- Herman Portocarero (1952–), scriitor și diplomat
- Matthias Storme (1959–), avocat și politician
- Rudi Thomaes (1952–), președinte al Federației Întreprinderilor Belgiene
- Bruno Valkeniers, om de afaceri și politician (lider al partidului Vlaams Belang)
- Staf Van Reet, om de afaceri
- Peter Van den Bossche, membru al organului de apel al Organizației Mondiale a Comerțului

### Medicină
- Jan Gheuens
- Paul Stoffels (1962–), medic, cofondator al Tibotec și Virco
- Manto Tshabalala-Msimang (1940-2009), politician sud-african

### Lingvistică, literatură și filozofie
- Wim Helsen (1968–)
- Jan Huyghebaert (1945–), bancher
- Jan Leyers (1958–), scriitor, muzician și prezentator
- Hugo Matthysen (1956–), scriitor, muzician și prezentator
- Bart Peeters (1959–), compozitor și prezentator
- Matthias Storme (1959–), avocat și politician

### Științe sociale și politice
- Jos Geysels, fost politician și președinte al 11.11.11
- Patrick Janssens (1956–), politician (deputat flamand, primarul orașului Anvers)
- Peter Mertens (1969–), politician
- Johan Vande Lanotte (1955–), om politic (ministru, deputat, senator)
- Bogdan Vanden Berghe, secretar general al 11.11.11
- Rudy Van Eysendeyk, directorul general al Societății Zoologice Regale din Anvers[6]
- Johan Van Hecke (1954–), membru al Parlamentului European
- Mieke Vogels (1954–), politician (fost ministru, deputat flamand)

### Oameni de știință
- Dries Buytaert (1978–), programator, autor al sistemului Drupal
- Didier de Chaffoy de Courcelles (1953–), vicepreședinte pentru dezvoltare al Janssen Pharmaceutica
- Luc De Schepper
- Sabine Hagedoren (1968–), meteorolog
- Peter Piot (1949–), microbiolog, șef al UNAIDS
- Vincent Timmerman, biolog molecular
- Christine Van Broeckhoven (1953–), om de știință și politician

## Profesori notabili
- Marc Bossuyt, drept
- Rudy Martens, management
- Bence Nanay, filosofie
- Georgios Pavlakos, drept
- Christine Van Broeckhoven, biologie moleculară
- Christine Van Den Wyngaert, drept
- Frank Vandenbroucke, economie aplicată și științe sociale